# Solange Bertrand

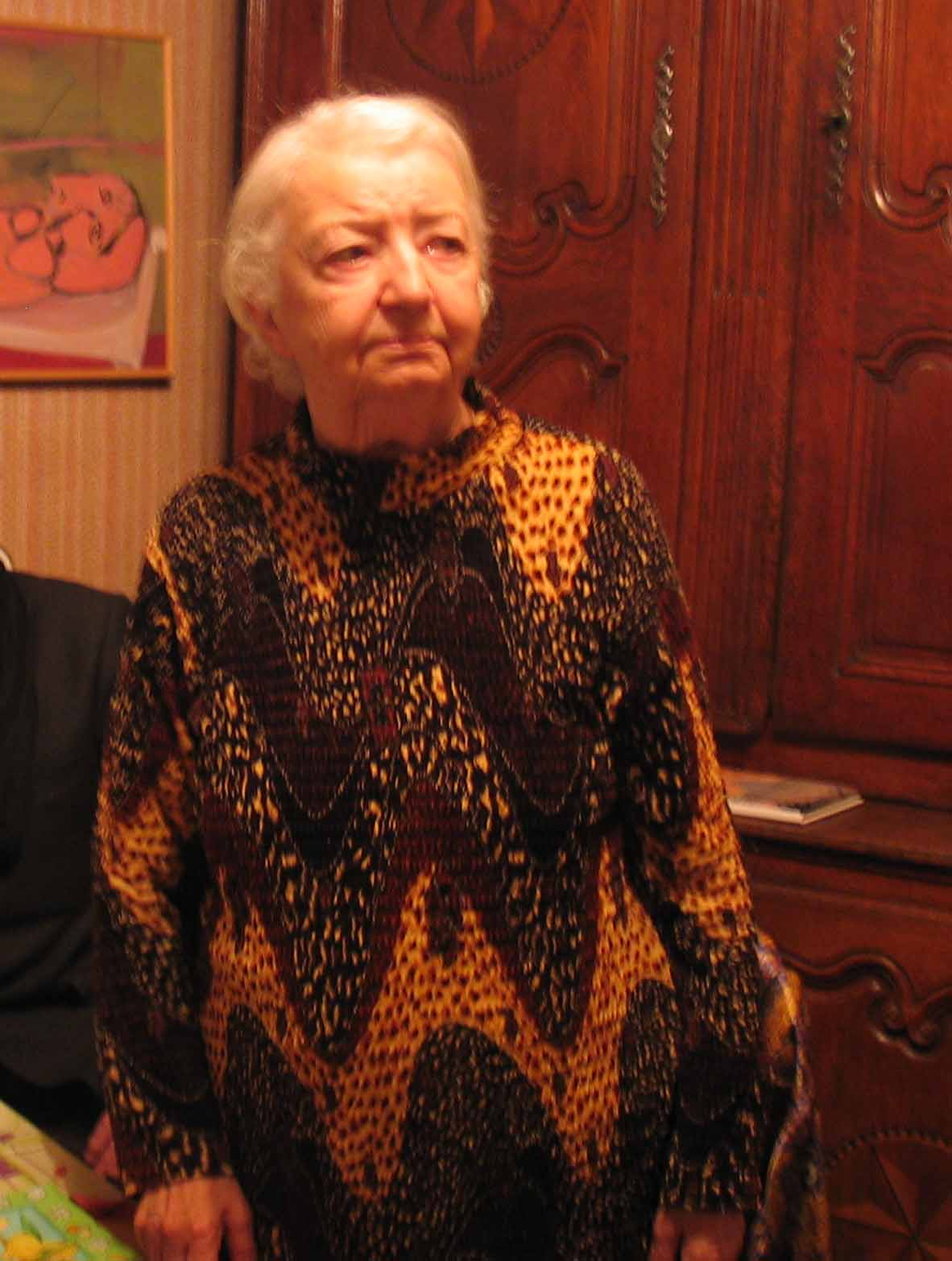

Solange Bertrand (20 de março de 1913 - 22 de janeiro de 2011) foi uma pintora abstrata, escultora e desenhista francesa.